# Anchonastus plumosus
Anchonastus plumosus là một loài nhện trong họ Sparassidae.
Loài này thuộc chi Anchonastus. Anchonastus plumosus được Mary Agard Pocock miêu tả năm 1899.